# Andreella polypora
Andreella polypora is een mosdiertjessoort uit de familie van de Microporidae. De wetenschappelijke naam van de soort is voor het eerst geldig gepubliceerd in 1985 door Moyano.